# Слипери Рок Јуниверсити (Пенсилванија)
Слипери Рок Јуниверсити (енгл. Slippery Rock University) насељено је место без административног статуса у америчкој савезној држави Пенсилванија.

## Демографија
По попису из 2010. године број становника је 1.898.
| Група             | 2000.    | 2010.         |
| Белци             | 0 (0,0%) | 1.685 (88,8%) |
| Афроамериканци    | 0 (0,0%) | 128 (6,7%)    |
| Азијати           | 0 (0,0%) | 17 (0,9%)     |
| Хиспаноамериканци | 0 (0,0%) | 38 (2,0%)     |
| Укупно            | 0        | 1.898         |